# Kuang-cung (Sung)
Kuang-cung (čínsky pchin-jinem Guāngzōng, znaky 光宗; 30. září 1147 – 17. září 1200), vlastním jménem Čao Tun (čínsky pchin-jinem Zhào Dūn, znaky zjednodušené 赵惇, tradiční 趙惇), v letech 1189–1194 jako císař panoval čínské říši Sung. Nastoupil po svém otci, císaři Siao-cungovi. Vládl 5 let, do roku 1194, kdy abdikoval ve prospěch svého syna Ning-cunga.

## Život
Kuang-cung se narodil jako Čao Tun 30. září 1147 Siao-cungovi, od roku 1162 císaři říše Sung. Čao Tun byl třetím synem, ale nejstarší syn Siao-cunga zemřel roku 1167 a tak roku 1171 byl Čao Tun jmenován korunním princem. Poslední léta vlády Siao-cunga do značné míry vykonával jeho povinnosti, Siao-cung byl totiž zdrcen smrtí svého předchůdce Kao-cunga roku 1187. Dne 18. února 1189 Siao-cung abdikoval, načež Čao Tun nastoupil na jeho místo. Jako císař je znám pod svým chrámovým jménem Kuang-cung.
Vláda Kuang-cunga byla poznamenána konflikty u dvora, spory císaře s dominantní císařovnou Li a odstoupivším otcem. Po pěti letech vlády byl částí úředníků vedených jeho babičkou, velkou císařovnou vdovou Wu, donucen odstoupit. Důvodem byl jeho špatný vztah k otci, který vyvrcholil šokujícím odmítnutím zúčastnit se otcova pohřbu.
Kuang-cung zemřel 17. září 1200 u Šao-singu v dnešní provincii Če-ťiang.

## Rodina
Hodnost císařovny držela od roku 1189 první manželka Kuang-cunga jménem Li Feng-niang (李鳳娘, 1144–1200), posmrtným jménem císařovna Cch'-i (慈懿皇后). Kromě ní měl císař ještě několik dalších žen a konkubín.
Kuang-cung byl otcem tří dcer a dvou synů:
- Čao Tching (趙梃), zemřel mladý;
- Čao Kchuo (趙擴, 1168–1224), od roku 1194 císař Ning-cung)